# Delacorte Theater

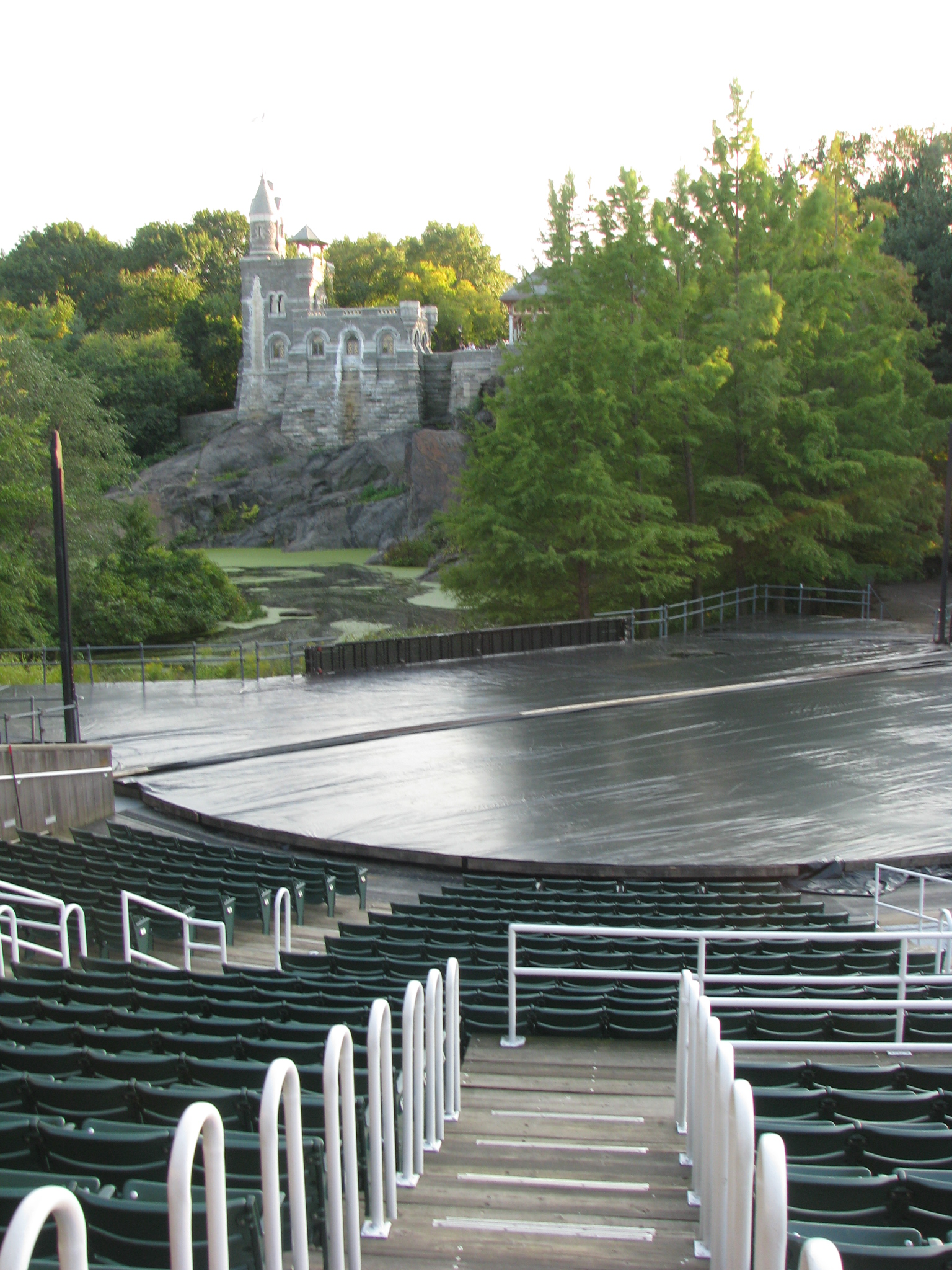
El Delacorte Theater i al fons el Belvedere Castle

El Delacorte Theater, és un teatre a l'aire lliure situat a Central Park, a Manhattan (New York, Estats Units). Es troba molt a la vora de la Great Lawn, de Turtle Pond, de Vista Rock i del Belvedere Castle. Va ser fundat el 1962 i pertany a l'ajuntament de New York. És conegut sobretot per acollir cada estiu el New York Shakespeare Festival.
Cada estiu, l'associació del Joseph Papp Public Theater presenta una sèrie de peces incloent-hi almenys una obra de William Shakespeare. Aquestes representacions són gratuïtes.